# Aaron Altherr
Pour les articles homonymes, voir Altherr.
Aaron Samuel Altherr (né le 14 janvier 1991 à Landstuhl, Rhénanie-Palatinat, Allemagne) est un joueur germano-américain de baseball. Sous contrat avec les Phillies de Philadelphie de la Ligue majeure de baseball, il évolue au poste de voltigeur.

## Carrière
Aaron Altherr voit le jour en Allemagne car sa mère, une femme née aux États-Unis et membre des Forces armées américaines, est stationnée à Landstuhl. Son père, Allemand, a joué professionnellement au football. Aaron Altherr est étudiant dans une école secondaire d'Arizona, aux États-Unis, lorsqu'il est choisi au 9e tour de sélection du repêchage des joueurs de baseball amateurs par les Phillies de Philadelphie en juin 2009. Les Phillies le convainquent d'accepter leur offre et il s'engage pour un boni de 150 000 dollars, renonçant à rejoindre l'université d'Arizona. Athlète excellant dans deux sports, Altherr s'était également vu offrir une bourse pour jouer au basket-ball. Le colosse de 6 pieds et 5 pouces (1 mètre 96), qui peut évoluer aux trois positions du champ extérieur,, passe directement du niveau Double-A des ligues mineures au baseball majeur et fait ses débuts avec les Phillies de Philadelphie le 16 juin 2014. 
Le 25 septembre 2015 à Washington, Altherr réussit contre le lanceur Jordan Zimmermann et la défensive des Nationals un rare grand chelem à l'intérieur du terrain, le premier dans les majeures depuis celui de Randy Winn pour Tampa Bay au dernier jour de la saison 1999.